# 战友站
战友站（朝鲜语：／ Jŏnu yŏk */?）是朝鲜平壤地铁千里马线的一个车站，于1973年9月6日随1号线一同启用启用；可以和地铁革新线之战胜站转乘。

## 车站周边设施
- 革新线战胜站（转乘站）
- 2.8文化会館
- 中国大使館
- 地下铁革命事績館
- 战胜电影院
- 朝鮮劳动党3号建筑
- 朝鮮中央放送委員会
- 战勝革命事績館